# Siegfried Stohr
Siegfried Stohr (* 10. Oktober 1952 in Rimini) ist ein ehemaliger italienischer Autorennfahrer.

## Karriere
Siegfried Stohr wurde als Sohn einer italienischen Mutter und eines deutschen Vaters geboren. Er gewann 1978 die italienische Formel-3-Meisterschaft auf einem Chevron. 1979 wechselte er in die Formel-2-Europameisterschaft und erreichte jeweils zweite Plätze bei den Rennen in Vallelunga und Pau. Ausgestattet mit Sponsorgeld von Beta wechselte Stohr 1980 zu Toleman, gewann das Rennen in Enna und wurde Vierter in der Endwertung der Europameisterschaft.
1981 kam der Italiener mit finanzieller Unterstützung seines Sponsors in die Formel 1. Er bestritt die Saison für das britische Arrows-Team, konnte sich gegen seinen Teamkollegen Riccardo Patrese aber nicht durchsetzen. Vor allem ein schwerer Zwischenfall beim Großen Preis von Belgien beeinflusste die weitere Rennkarriere von Stohr nachhaltig. Beim chaotischen Startprozedere in Zolder – Mechaniker waren noch auf der Strecke, obwohl das Rennen freigegeben war – fuhr Stohr einen Arrows-Mechaniker nieder, der an dem vor ihm stehenden Fahrzeug seines Teamkollegen Patrese arbeitete. Der Mechaniker kam mit schweren Verletzungen davon, aber der Schock bei Stohr saß tief. Sein bestes Ergebnis erzielte er bei seinem letzten Grand Prix, dem Großen Preis der Niederlande, als er im Arrows A3 mit dem siebten Rang WM-Punkte nur knapp verpasste. Am Ende der Saison trat Stohr, der den Unfall nie ganz überwinden konnte, vom Rennsport zurück, gründete eine Rennfahrerschule und promovierte an der Universität Parma zum Doktor der Psychologie.

## Statistik

### Statistik in der Formel 1

#### Gesamtübersicht
| Saison | Team                            | Chassis   | Motor                    | Rennen | Siege | Zweiter | Dritter | Poles | schn. Rennrunden | Punkte | WM-Pos. |
| ------ | ------------------------------- | --------- | ------------------------ | ------ | ----- | ------- | ------- | ----- | ---------------- | ------ | ------- |
| 1981   | Arrows Grand Prix International | Arrows A3 | Ford Cosworth DFV 3.0 V8 | 8      | −     | −       | −       | −     | −                | −      | 24.     |
| Gesamt | Gesamt                          | Gesamt    | Gesamt                   | 8      | −     | −       | −       | −     | −                | −      |         |

#### Einzelergebnisse
| Saison | 1   | 2 | 3   | 4   | 5   | 6   | 7   | 8   | 9  | 10  | 11 | 12  | 13 | 14 | 15 |
| ------ | --- | - | --- | --- | --- | --- | --- | --- | -- | --- | -- | --- | -- | -- | -- |
| 1981   |     |   |     |     |     |     |     |     |    |     |    |     |    |    |    |
| DNQ    | DNF | 9 | DNQ | DNF | DNF | DNF | DNQ | DNF | 12 | DNF | 7  | DNQ |    |    |    |

| Legende  | Legende            | Legende                                                          |
| Farbe    | Abkürzung          | Bedeutung                                                        |
| -------- | ------------------ | ---------------------------------------------------------------- |
| Gold     | –                  | Sieg                                                             |
| Silber   | –                  | 2. Platz                                                         |
| Bronze   | –                  | 3. Platz                                                         |
| Grün     | –                  | Platzierung in den Punkten                                       |
| Blau     | –                  | Klassifiziert außerhalb der Punkteränge                          |
| Violett  | DNF                | Rennen nicht beendet (did not finish)                            |
| Violett  | NC                 | nicht klassifiziert (not classified)                             |
| Rot      | DNQ                | nicht qualifiziert (did not qualify)                             |
| Rot      | DNPQ               | in Vorqualifikation gescheitert (did not pre-qualify)            |
| Schwarz  | DSQ                | disqualifiziert (disqualified)                                   |
| Weiß     | DNS                | nicht am Start (did not start)                                   |
| Weiß     | WD                 | zurückgezogen (withdrawn)                                        |
| Hellblau | PO                 | nur am Training teilgenommen (practiced only)                    |
| Hellblau | TD                 | Freitags-Testfahrer (test driver)                                |
| ohne     | DNP                | nicht am Training teilgenommen (did not practice)                |
| ohne     | INJ                | verletzt oder krank (injured)                                    |
| ohne     | EX                 | ausgeschlossen (excluded)                                        |
| ohne     | DNA                | nicht erschienen (did not arrive)                                |
| ohne     | C                  | Rennen abgesagt (cancelled)                                      |
| ohne     | keine WM-Teilnahme |                                                                  |
| sonstige | P/fett             | Pole-Position                                                    |
| sonstige | 1/2/3/4/5/6/7/8    | Punktplatzierung im Sprint-/Qualifikationsrennen                 |
| sonstige | SR/kursiv          | Schnellste Rennrunde                                             |
| sonstige | *                  | nicht im Ziel, aufgrund der zurückgelegten Distanz aber gewertet |
| sonstige | ()                 | Streichresultate                                                 |
| sonstige | unterstrichen      | Führender in der Gesamtwertung                                   |